# Thermocyclops rectus
Thermocyclops rectus – gatunek widłonoga z rodziny Cyclopidae. Opisał go w 1937 roku szwedzki zoolog Knut Lindberg, nadając mu nazwę Mesocyclops rectus.